# 三本柳 (盛岡市)
三本柳（さんぼんやなぎ）は、岩手県盛岡市の地名（大字）。住居表示未実施。

## 地理
岩手県盛岡市南西部に位置する。
域内を国道4号及び岩手県道36号上米内湯沢線が通過する。西部は住宅地や商業地などが混在し、東部は主に水田が広がる。

## 歴史
かつては紫波郡の内の盛岡藩領、見前通に属す三本柳村であった。当村は、盛岡藩郷村仮名付帳では見前村の枝村として記録されているが、正保郷帳、天保郷帳等には村名の記録はない。嘉永6年（1853年）の当地の農家の万覚書帳によると、盛岡城下の武士や商人へ餅米を支払い、下肥を汲み、この下肥を野菜畑にも利用して野菜を生産及び販売し、収益を得ており、盛岡城下近郊の農村であった旨が読み取れる。明治元年（1868年）に松代藩取締地となり、以後盛岡藩、盛岡県を経て、明治5年（1872年）に岩手県に所属する。明治22年（1889年）4月1日に町村制が施行され、東見前村、西見前村、津志田村と合併し、紫波郡見前村が発足、その大字となる。昭和30年（1955年）4月1日に、見前村が飯岡村、乙部村と合併し、都南村の大字となる。平成4年（1992年）、都南村が盛岡市に編入されてからは盛岡市の大字となる。

## 世帯数と人口
2024年（令和6年）4月30日現在の世帯数と人口は以下の通りである。
| 大字・丁目 | 世帯数    | 人口    |
| ---------- | --------- | ------- |
| 三本柳     | 3,385世帯 | 7,210人 |

## 交通

### 鉄道
域内に鉄道駅は存在しない。岩手飯岡駅が最寄り駅となる。

### 道路
- 国道4号
- 岩手県道36号上米内湯沢線

## 施設

### 公共
- ふれあいランド岩手

### 医療
- 盛岡赤十字病院

### 警察・消防
- 盛岡南消防署

### 教育・保育
- 都南保育園

### 書籍
- 「角川日本地名大辞典」編纂委員会 編『角川日本地名大辞典 3 岩手県』角川書店、1985年。ISBN 4-04-001030-2。